# Pål Lydersen
Pål Lydersen (født 10. september 1965 i Kristiansand, Norge) er en tidligere norsk fodboldspiller, der spillede som både højre og venstre back. Han var på klubplan tilknyttet IK Start og Molde FK i hjemlandet, samt engelske Arsenal og østrigske Sturm Graz. Han spillede desuden 20 kampe og scorede ét mål for det norske landshold. Han var med til at kvalificere nordmændene til VM i 1994, men blev dog ikke udtaget til slutrundetruppen.

## Titler
FA Cup
- 1993 med Arsenal F.C.

League Cup
- 1993 med Arsenal F.C.

Pokalvindernes Europa Cup
- 1994 med Arsenal F.C.